# أحمد أبو سعد
أحمد محمود أبو سعد (1921 - 25 يناير 1999) لغوي وعالِم أدبي وشاعر وكاتب لبناني. ولد في المغيريّة بقضاء الشوف ودرس بها. ثم ذهب إلى القاهرة لاستكمال دارسته، ثم عاد إلى وطنه وعمل مدرّسًا. له مؤلفات عديدة في الأدب وتاريخه ومعاجم ودواوين شعرية. توفي في مسقط رأسه.

## سيرته
ولد أحمد بن محمود منصور أبو سعد سنة 1921 أو يقال 1918 في المغيريّة من إقليم الخروب بقضاء الشوف ونشأ بها. بدأ دروسه في المدارس الدينية المسيحية في مجدلونا ثم في مدرسة القرية المغيرية. ثم ذهب إلى بيروت والتحق بالكلية الشرعية سنة 1939، ثم دار المعلمين وتخرج فيها سنة 1945. نال أيضًا شهادة الماجستير في الأدب العربي من الجامعة اللبنانية سنة 1973، وكانت رسالته بعنوان: «أغاني ترقيص الأطفال عند العرب». 
عمل أحمد أبو سعد مدرسًا في مراحل التعليم المختلفة، من الابتدائي والإعدادي حتى الثانوي وكذا التعليم العالي، حتى سنة 1984. عمل محاضرًا في معهد الفنون الجميلة في الجامعة اللبنانية من 1968 حتى 1984.
كان ناشطًا ثقافيًا منذ بداياته، وقد شارك مع آخرين في تأسيس مجلس الشوف الثقافي سنة 1974 وصار على رأسه. ثم سعى منذ الستينات القرن العشرين إلى تأسيس اتحاد للكتّاب اللبنانيين، فكان أول اتحاد كتّاب عربي مستقل عن السلطة. وبعد عدة دورات، رست عليه رئاسة الاتحاد إلى جانب عضويته في الاتحاد العام للأدباء العرب.
وكان أيضًا عضوًا مؤسسًا في جمعية أصدقاء الكتاب سنة 1965، وعضوًا في «أسرة الجبل الملهم» إلى جانب محمد دكروب ومحمد عيتاني وأحمد سويد وآخرين. وكان من ضمن المساهمين بتأسيس مجلة الحداثة اللبنانية مع رئيس تحريرها وصاحبها فرحان صالح في العام 1994، ومن ضمن كتابها.
توفي‌ أحمد أبو سعد يوم 25 يناير 1999/ 8 شوال 1419 في مسقط رأسه. وله من أبناء، وليد.

## شعره
ذكر في معجم البابطين عنه «كتب القصيدة العمودية مجددًا في أبنيتها ومعانيها ملتزمًا أوزانها وقوافيها، وشعره متراوح بين الوجداني والحسي، غير أنه مستغرق في معاني العشق والتشبب، متجاوزًا الشائع والمألوف في تلك المعاني، متسم بجرأة في التناول والعرض، فشعره مشمول بطزاجة في التعبير، على نحو يجعل صوره مباغتة حية، حسية في وصفها لمعاني الوصل والتشبب بالمرأة، وحيث تظهر المرأة في صورة متراوحة بين المستحيل والممكن المراوغ، يتميز شعره بحرارة الإيقاع ورصانة اللغة، فيه تراكيب قوية متماسكة ومعانٍ متداخلة أبعد عن المباشرة من غير غموض.»

## جوائزه وتكريمه
- 1991: وسام المعارف من الدرجة الأولى
- درع الحزب التقدمي الاشتراكي
- 1997: درع مؤسسة الحريري
- 1997: درع جمعية أسر بيروت الإسلامية.[9]

وصدر حوله كتاب بعنوان «أحمد أبو سعد: شهادات وسيرة مصورة» سنة 1998

## مؤلفاته
من شعره:
- قصائد دافئة، 1952، وط. 2 بيروت: دار الحداثة[10]
- حمم، 1977
- كلمات من القلب - بيروت: دار الحداثة 1997[11][12]
- هند أم معاوية، تمثيلية شعرية - بيروت: مكتبة صادر

من كتبه:
- نجاري، رواية، 1961
- الشعر والشعراء في السودان، 1959[13]
- الشعر والشعراء في العراق، 1959[14]
- فن القصة عند العرب، 1960[15][16]
- أدب الرحلات وتطوره في الأدب العربي، بيروت: دار الشرق الجديد 1960[17]
- أغاني ترقيص الأطفال عند العرب، 1970[18][19]
- معجم الألعاب الشعبية اللبنانية، 1980[20]
- قاموس المصطلحات الشعبية اللبنانية - بيروت: مكتبة لبنان، 1987.
- قاموس المصطلحات والتعابير الشعبية، 1986[21]
- معجم التراكيب والعبارات الاصطلاحية القديم والمولد، 1988[22]
- معجم فصيح العامة، 1990
- معجم أسماء الأسر والأشخاص ولمحات من تاريخ العائلات، بيروت: دار العلم للملايين 1996[23]
- حوار مع الصحافة ووسائل الإعلام - بيروت : دار الحداثة 1997[24][25][26]
- سبعة أعلام من لبنان - بيروت: دار الحداثة 1997[27][28]
- دليل الإعراب والإملاء، بالاشتراك مع حسن شرارة - بيروت: دار العلم للملايين 1987[29]
- المفيد في الأدب العربي، بالاشتراك
- أحمد أبو سعد: شهادات وسيرة مصورة - بيروت: دار الحداثة 1998[30]

## وصلات خارجية
- احمد أبو سعد مبدع من قريتي